# Michal Ferianc
Michal Ferianc (4. ledna 1924 Lorain – 20. prosince 1954 Věznice Pankrác) byl slovenský příslušník SNB a protikomunistický odbojář odsouzený v politickém procesu komunistickým režimem k trestu smrti a v roce 1954 popraven.

## Životopis
Narodil se v roce 1924 ve městě Lorain ve státě Ohio ve Spojených státech amerických. Do Spojených států amerických totiž po první světové válce odešli jeho rodiče. Na konci roku 1924 se však jeho matka spolu s ním do Československa vrátila. Po návratu do země absolvoval pět tříd lidové školy v Spišských Vlachoch a posléze také tři třídy měšťanské školy. Po absolvování studia se živil jako dělník. V roce 1944 se zapojil do Slovenského národního povstání, když se stal členem partyzánské jednotky Gottwald. Ještě před koncem druhé světové války se stal ve Spišských Vlachoch členem místní milice a posléze byl převelen do výcvikového tábora v Levoči.

### Po válce
Po konci války působil od října 1945 do roku 1946 u Sboru národní bezpečnosti v Bratislavě. Poté nastoupil základní vojenskou službu v Nitře a následně v Žilině. V Žilině obdržel řidičský průkaz a rok byl členem přesídlovací komise do Maďarska. Po konci svého působení na vojenské službě se opět vrátil do řad SNB, přičemž nejprve působil dva měsíce v Levoči a následně jeden rok souběžně ve Vikartovcích a Toryskách. Měl dva sourozence, bratra Jana a sestru Marii. Svého otce poprvé viděl až v roce 1947, protože na rozdíl od své matky žil ve Spojených státech amerických tou dobou již 23 let. V roce 1948 za svým manželem opět odešla i Feriancova matka a Ferianc tak zůstal na Slovensku zcela bez rodičů.

### Zběhnutí a smrt

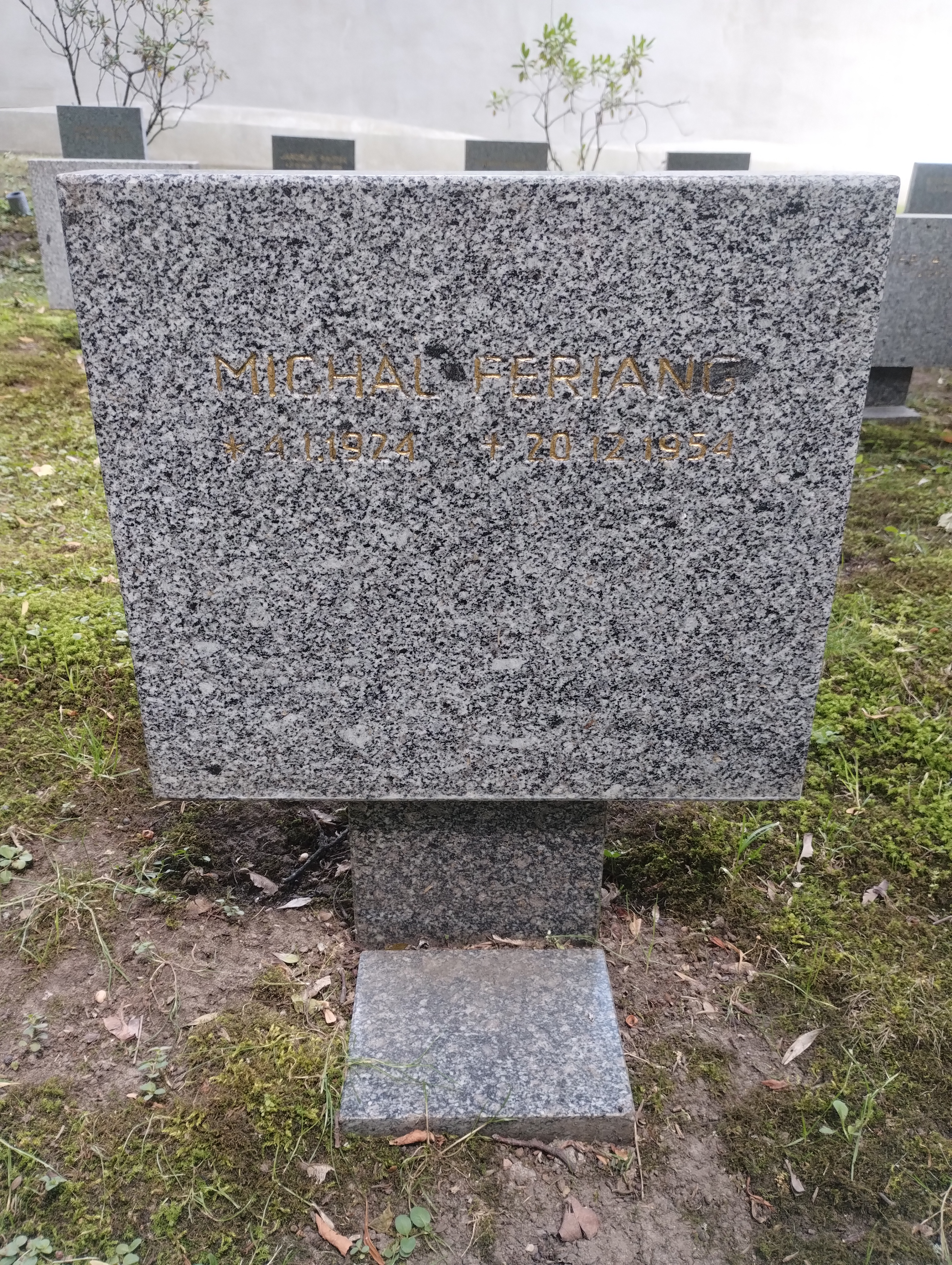
Symbolický náhrobek M. Feriance na Čestném pohřebišti v Ďáblicích

V červenci 1950 Ferianc zběhnul ze stanice SNB v Toryskách, přičemž si odnesl jednu pistoli a dvě automatické pušky. Poté se dva týdny ukrýval ve Vyšných Repaších, přičemž následně se vydal do Spišských Vlachů za svou sestrou. Poté se v oblasti pohyboval v různých vesnicích a přespával na různých místech u svých známých, kteří o jeho zběhnutí v některých případech ani nevěděli. Jeho záměrem bylo tou dobou Československo opustit a přes Rakousko emigrovat do rodných Spojených států amerických. Později se Ferianc zapojil do protikomunistického odboje, přičemž v září 1951 zranil u Ružomberku zranil dva příslušníky SNB ze samopalu, když je měl zasáhnout do nohou. O dva týdny později byl zatčen příslušníky SNB u Pribyliny poté, co se jim zraněný vzdal po proběhlé přestřelce, při které byl mj. střelen do hlavy.
Po zatčení byl vzat do vazby. Trestní oznámení na něj bylo podáno v lednu 1952. Obžalován byl poté v červnu 1952 a souzen v červenci 1952. Vzhledem k psychickému i fyzickému stavu obžalovaného po zásahu mozku byl proces přesunut na pozdější termín. V prosinci 1952 nicméně byla v procesu kolem Ferianca souzena skupina několika dalších osob, kterým byly později uděleny tresty odnětí svobody. Další proces s Feriancem začal v červenci 1954, kdy jej ještě vojenský soud k trestu smrti neodsoudil a udělil mu trest odnětí svobody ve výši 25 let. Ferianc byl nicméně označen za psychopata. Jiná byla situace u Nejvyššího soudu, který jej za trestné činy pokus o velezradu a pokus o vraždu v říjnu 1954 v Praze odsoudil k trestu smrti. Žádost o prezidentskou milost mu nebylo umožněno podat. Popraven byl v prosinci 1954.
Rehabilitován byl po sametové revoluci v říjnu 1991. Slovenský Ústav paměti národa o jeho životě a soudním procesu zveřejnil v roce 2007 podrobnou publikaci.

## Připomínky
- Jeho jméno je uvedeno na pamětní desce popraveným příslušníkům Sboru národní bezpečnosti umístěné na fasádě v podloubí před vstupem do budovy Policejního prezidia České republiky na adrese Strojnická 935/27, 170 89 Praha 7 – Holešovice.[9][10]
- Jeho jméno je rovněž uvedeno na Pomníku Miladě Horákové a Obětem komunismu v Praze 4 - Nuslích na Náměstí Hrdinů, u stanice metra Pražského povstání, před Vrchním soudem v Praze a Vrchním státním zastupitelstvím v Praze.[11]
- Jeho jméno je uvedeno na desce v řadě 43 na Čestném pohřebišti popravených a umučených z 50. let (III. odboj) na Ďáblickém hřbitově.[12]

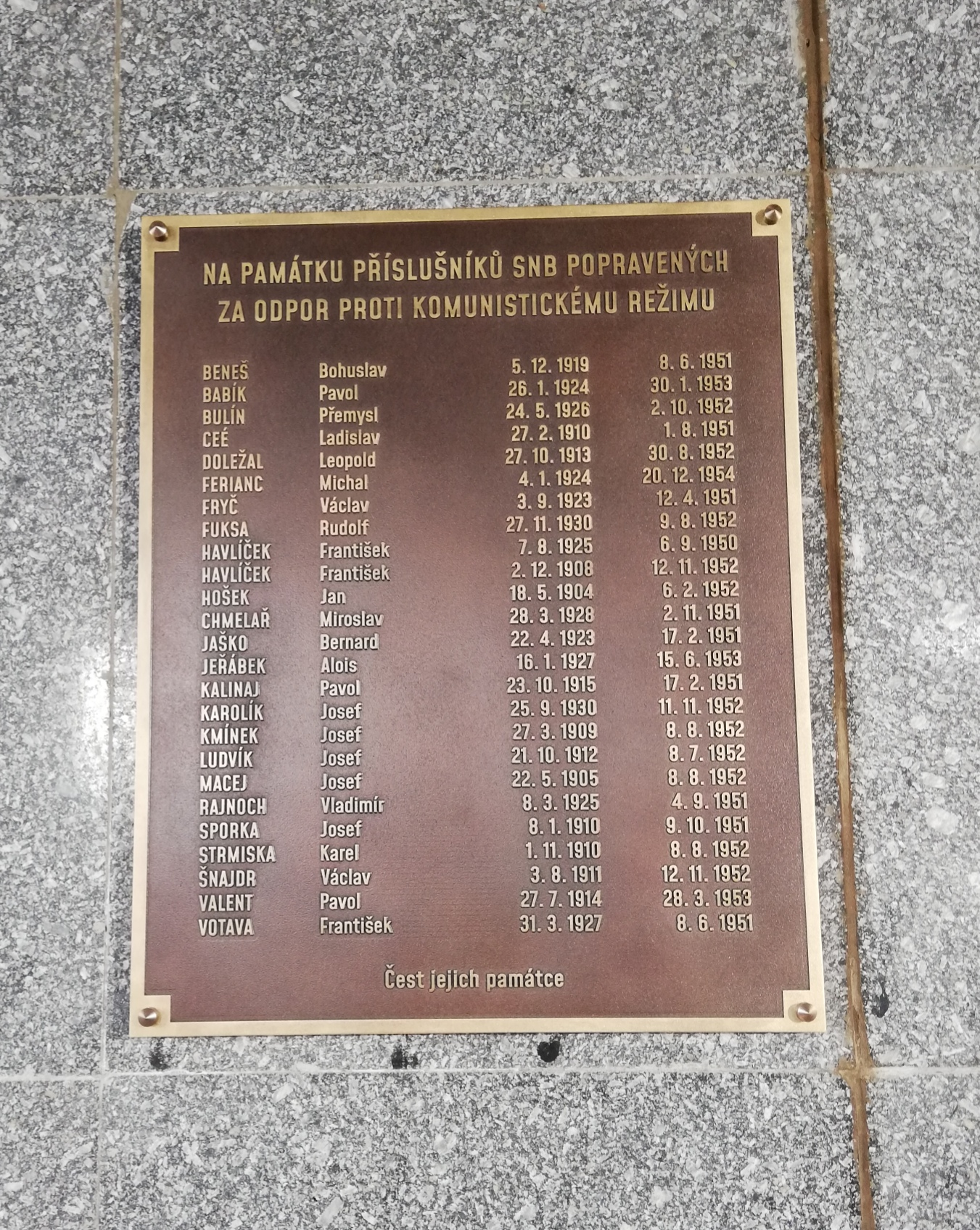
Pamětní deska popraveným příslušníkům Sboru národní bezpečnosti se jménem Michala Feriance v pražských Holešovicích
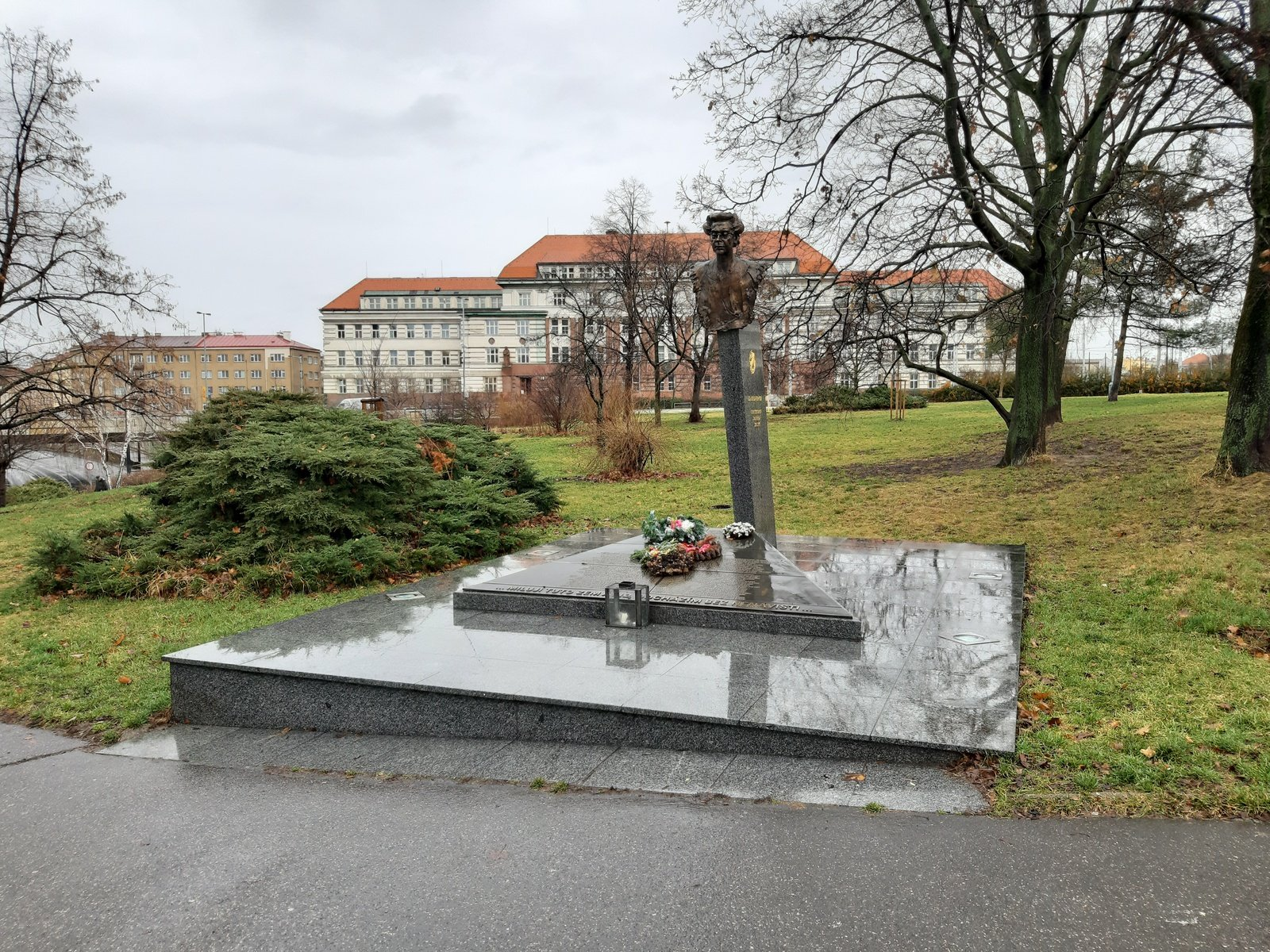
Pomník na náměstí Hrdinů v Praze 4 - Nuslích
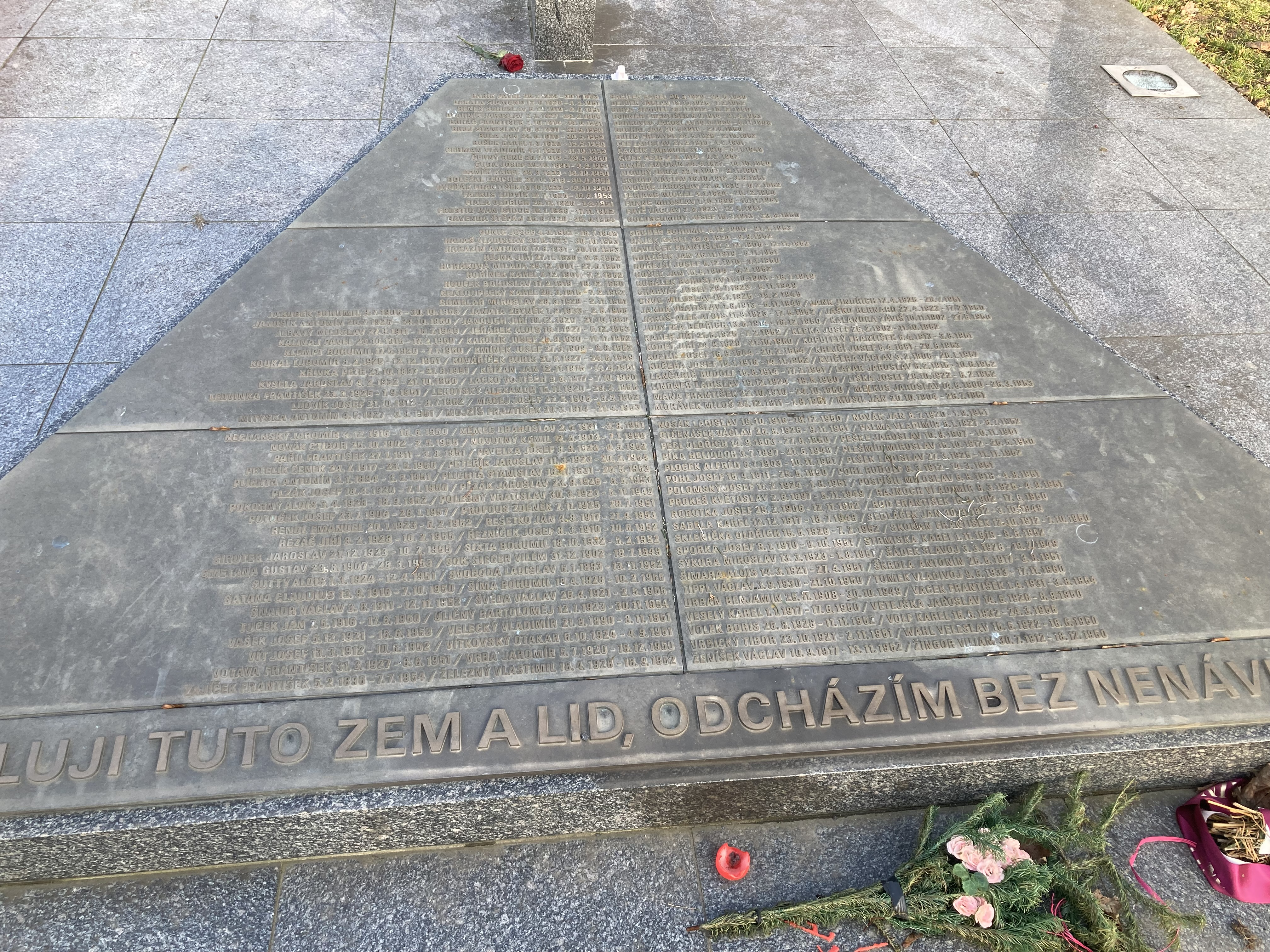
Seznam obětí komunismu se jménem Michala Feriance na pomníku na náměstí Hrdinů v Praze 4 - Nuslích
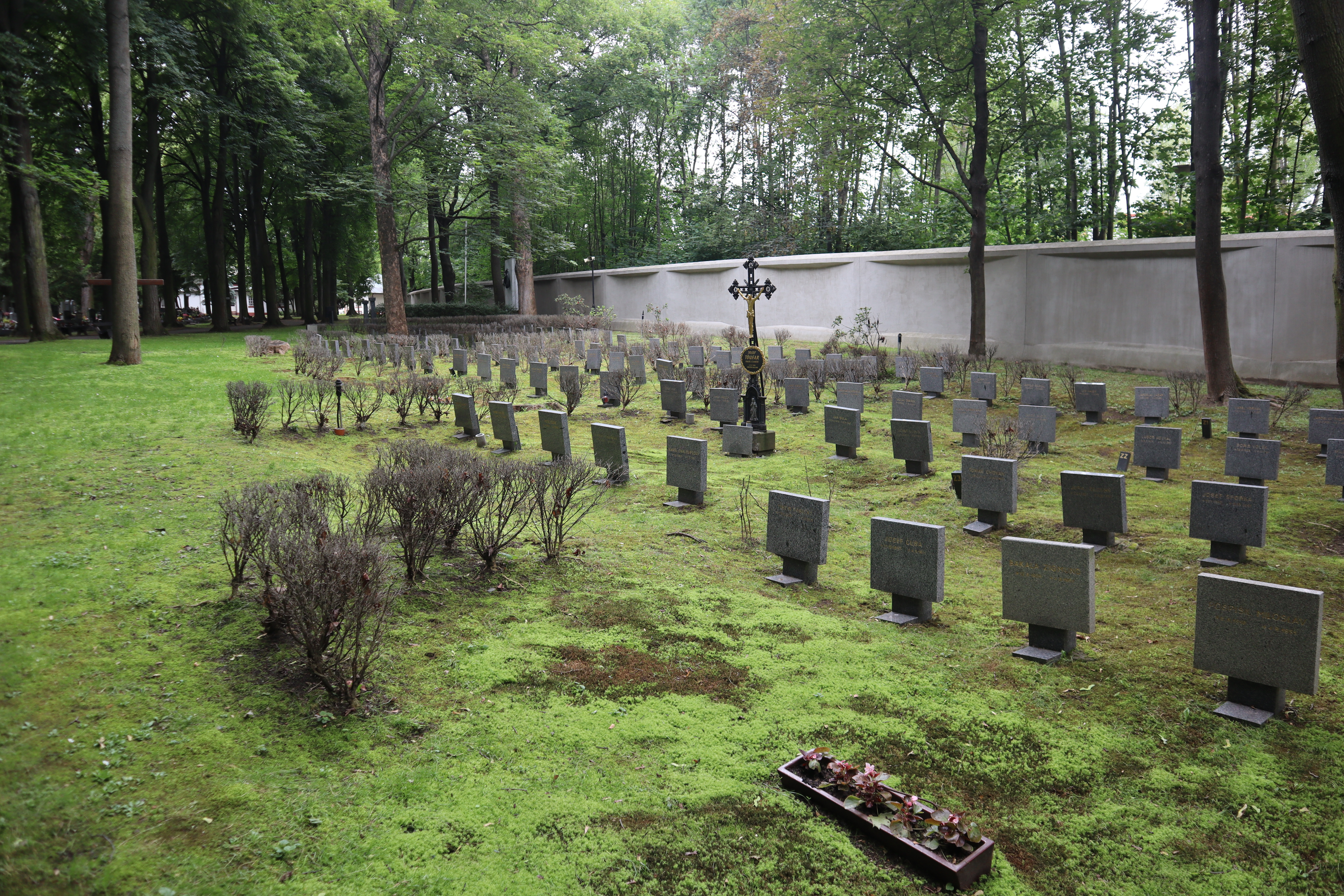
Čestné pohřebiště popravených a umučených z 50. let (III. odboj) na Ďáblickém hřbitově
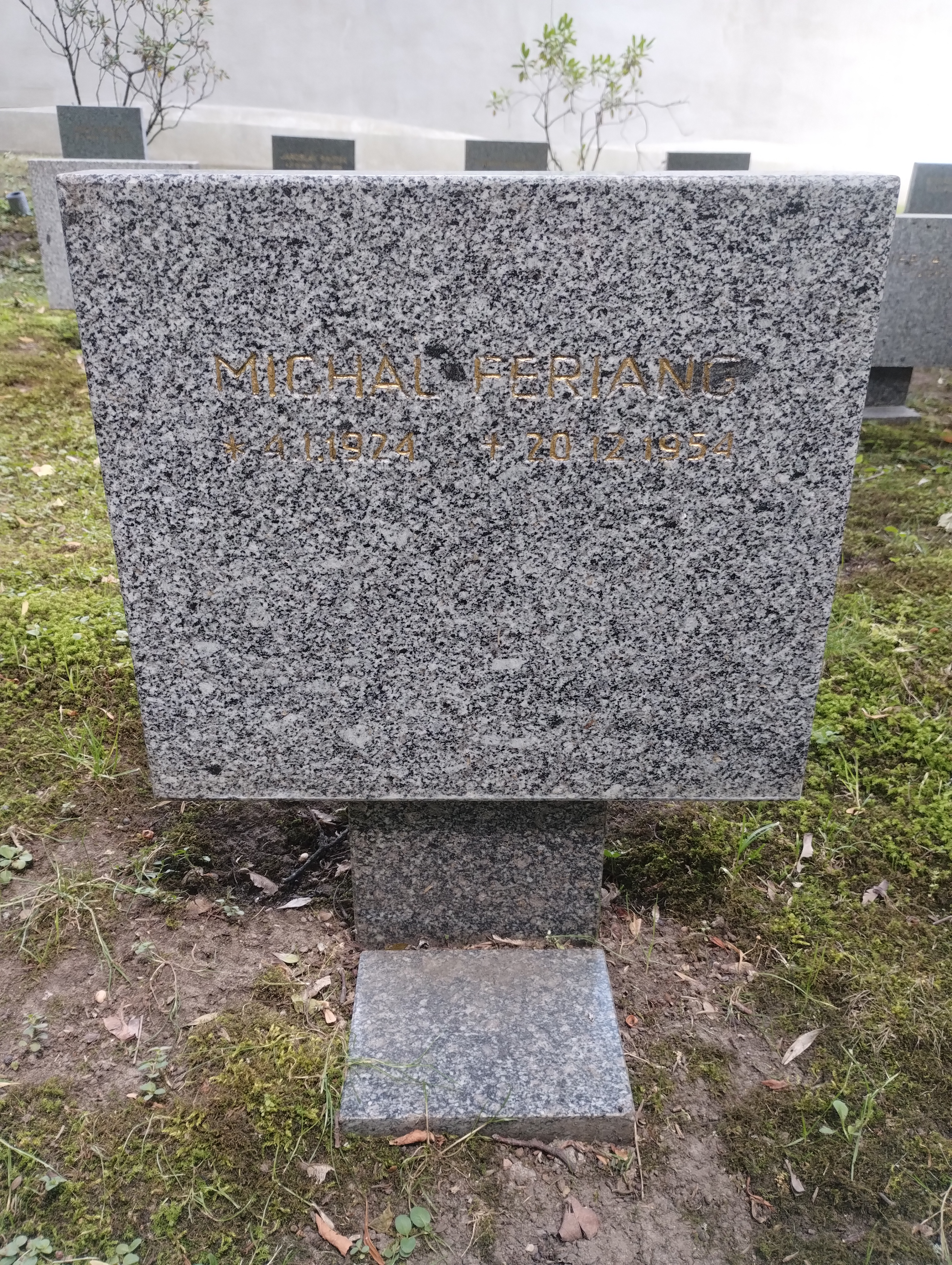
Symbolicky náhrobek M. Feriance na Čestném pohřebišti v Ďáblicích